# Alex Foster
Pour les articles homonymes, voir Foster.
Ne doit pas être confondu avec Alex Henry Foster.
Paul Alexander Foster dit Alex Foster, né le 10 mai 1953 à Oakland (Californie), est un saxophoniste de jazz américain.

## Biographie
Foster commence sa carrière dans les années 1970. Il est connu pour être le saxophoniste de nombreux artistes mais aussi en particulier de l'émission de télévision Saturday Night Live. Il est le directeur musical du groupe Mingus Big Band avec qui il est nommé en 2005 pour un Grammy Awards. 

## Collaborations
- Sally Can't Dance - Lou Reed (1974)
- We Are Family - Sister Sledge (1976)
- C'est chic - Chic (1978)
- Risqué - Chic (1979)
- Folks - Doug Hammond, Angela Bofill, Cecil McBee, Marvin Blackman, Hubert Eaves, John Loehrke, Byard Lancaster, Bessie Carter, Karen Joseph, Muneer Abdul Fataah (Idibib)
- I'll Keep On Loving You - Linda Clifford (1982)
- Graceland - Paul Simon (1986)
- Diamonds on the Soles of Her Shoes - Paul Simon (1986)
- The Hunger - Michael Bolton (1987)
- Miles and Quincy Live at Montreux - Miles Davis et Quincy Jones (1991)
- Say what you mean - Mike Stern, Will Lee, Dennis Chambers, Manolo Badrena, Michael Brecker (1993)
- It's Like This (en) - Rickie Lee Jones (2000)
- Prism - Katy Perry (2013)

## Discographie
- 1975 : Cosmic Chicken (Prestige) avec Jack DeJohnette
- 1976 : Untitled (ECM) avec Jack DeJohnette
- 1977 : New Rags (ECM) avec Jack DeJohnette
- 1977 : Transaxdrum (Finite Records)
- 1978 : Headin' Home (A&M/Horizon) avec Jimmy Owens
- 1991 : Beginnings: Goodbye (Big World)
- 1995 : The News (Jazzline) avec Kirk Lightsey, Tony Lakatos (en), George Mraz
- 1997 : Pool of Dreams (Truspace) avec Michael Wolff